# Варвата (Сучава)
Варвата (рум. Varvata) насеље је у Румунији у округу Сучава у општини Партештиј де Жос. Oпштина се налази на надморској висини од 382 m.

## Становништво
Према подацима из 2002. године у насељу је живело 56 становника, од којих су сви румунске националности.